# آگنی
 آگنی (به سانسکریت: अग्नि) یک الوهیت هندو و یکی از مهم‌ترین خدایان دوره ودایی است. آگنی به معنای آتش در زبان هندی و هم‌چنین در زبان سانسکریت است.
در وداها آگنی ایزد آتش است. اگنی از مهمترین ایزدان در ودا است و تنها ایندرا از او بالاتر است. آگنی پیغام بر میان انسان‌ها و باقی خدایان است. به همین سبب قربانی‌ها را در مراسم مذهبی در آتش می ریختند که به جهان دیگر برده شود.